# دورة التعلم
دورة التعلم هي مفهوم لكيفية تعلم الناس من التجربة. تحتوي دورة التعلم على عدد من المراحل أو المراحل، وآخرها يمكن أن يتبعه الأول.

## جون ديوي
وصف جون ديوي في عام 1933 دورة التعلم فيما يلي: 
(1) اقتراح، حيث يفكر العقل في حل ممكن؛ (2) التفكير بالصعوبة أو الارتباك الذي يشعر به (من ذوي الخبرة المباشرة) في مشكلة يتعين حلها، وهو السؤال الذي يجب البحث عن إجابة له؛ (3) استخدام اقتراح تلو الآخر كفكرة أو فرضية رائدة لبدء وتوجيه الملاحظة والعمليات الأخرى في جمع المواد الواقعية؛ (4) الصياغة الذهنية للفكرة (التفكير، بالمعنى الذي يكون فيه المنطق جزءًا وليس الاستدلال الكامل)؛ و(5) اختبار الفرضية بالعمل الصريح أو التخيلي.

## كيرت لوين
طور كيرت لوين بحثًا عمليًا في الأربعينيات من القرن الماضي ووصف دورة من:
1. تخطيط
2. فعل
3. تقصي الحقائق، حول نتيجة العمل

سلط لوين الضوء بشكل خاص على الحاجة إلى تقصي الحقائق، وهو ما شعر أنه مفقود في كثير من الأعمال الإدارية والاجتماعية. قارن هذا بالجيش حيث يضغط عليه للهجوم وعلى الفور تتبعه طائرة استطلاع بهدف واحد هو تحديد الوضع الجديد بأكبر قدر ممكن من الدقة والموضوعية. هذا الاستطلاع أو تقصي الحقائق له أربع وظائف. أولا يجب تقييم العمل. يوضح ما إذا كان ما تم تحقيقه أعلى أو أقل من التوقعات. ثانيًا، يمنح المخططين فرصة للتعلم، أي لجمع رؤية عامة جديدة، على سبيل المثال، فيما يتعلق بقوة وضعف بعض الأسلحة أو تقنيات العمل. ثالثًا، يجب أن يستخدم تقصي الحقائق هذا كأساس للتخطيط الصحيح للخطوة التالية. أخيرًا، يعمل كأساس لتعديل الخطة الشاملة. في كيرت لوين، البحث العملي ومشكلات الأقليات، 1946.

## كولب وفراي
طور بيتر هوني وآلان مومفورد أفكار كولب وفراي في دورة تعلم وهي:
1. القيام بشيء ما، الحصول على تجربة
2. التفكير في التجربة
3. الاستنتاج من التجربة، تطوير النظرية
4. تخطيط الخطوات التالية لتطبيق النظرية أو اختباره

بينما يمكن إدخال الدورة في أي من المراحل الأربع، يجب إكمال دورة لإعطاء التعلم الذي سيغير السلوك. يمكن إجراء الدورة عدة مرات لبناء طبقات من التعلم. أعطى هوني ومومفورد أسماء (تسمى أيضًا أساليب التعلم) للأشخاص الذين يفضلون دخول الدورة في مراحل مختلفة: ناشط، عاكس، منظِّر، براغماتي. انتقد استبيان أساليب التعلم لهوني ومومفورد لضعف الموثوقية والصلاحية.

## 5E
في أواخر الثمانينيات من القرن الماضي، طورت فكرة دورة تعلم 5E بواسطة دراسة مناهج العلوم البيولوجية، خصيصًا للاستخدام في تدريس العلوم. تتكون دورة التعلم من أربع مراحل:
1. الانخراط، حيث يلتقط اهتمام الطالب ويحدد الموضوع.
2. الاستكشاف، حيث يُسمح للطالب ببناء المعرفة في الموضوع من خلال طرح الأسئلة والملاحظة الميسر.
3. اشرح، حيث يُطلب من الطلاب شرح ما اكتشفوه، ويقود المعلم مناقشة الموضوع لتحسين فهم الطلاب.
4. التوسيع، حيث يُطلب من الطلاب تطبيق ما تعلموه في مواقف مختلفة ولكنها متشابهة، ويقوم المعلم بتوجيه الطلاب نحو موضوع المناقشة التالي.
5. يشير حرف E الخامس إلى تقييم، حيث يلاحظ المعلم معرفة كل طالب وفهمه، ويقود الطلاب إلى تقييم ما إذا كان ما تعلموه صحيحًا أم لا. يجب أن يتم التقييم طوال الدورة، وليس ضمن مرحلتها المحددة.

## أليستير سميث
في التسعينيات، طور أليستير سميث دورة التعلم السريع، لاستخدامها أيضًا في التدريس. المراحل هي:
1. أخلق بيئة تعليمية داعمة - آمنة لكنها محفزة
2. أربط التعلم - المعرفة المفيدة لدينا بالفعل
3. أعط الصورة الشاملة
4. صِف مخرجات التعلم التي نريد تحقيقها
5. الإدخال - معلومات جديدة لتمكين النشاط
6. نشاط
7. اعرض نتائج النشاط
8. مراجعة للتذكير والاحتفاظ

## ALACT
في العقد الأول من القرن الحادي والعشرين، طور فريد كورتهاجين وأنجيلو فاسالوس (وآخرون) نموذج ALACT، خصيصًا للاستخدام في التنمية الشخصية. المراحل الخمس لدلورة هي:
1. فعل
2. إذا نظرنا إلى الوراء في العمل
3. جوانب الوعي الأساسي
4. إيجاد طرق عمل بديلة
5. تقييم

كما هو الحال مع كولب وفراي، فإن التجربة هي إجراء يمكن الرجوع إليه. سرد كورتهاجين وفاسالوس تدخلات التدريب لكل مرحلة ووصفا مستويات التفكير المستوحاة من التسلسل الهرمي للأنواع المنطقية لجريجوري بيتسون. في عام 2010، ربطوا نموذجهم للتعلم الانعكاسي بممارسة اليقظة وبنظرية أوتو شارمر يو، والتي، على عكس دورة التعلم، تؤكد على التفكير في المستقبل المنشود بدلاً من الخبرة السابقة.:539–545